# Котшау, Ритчи
Ри́чард Скотт Ко́тшау (англ. Richard Scott Kotschau; 22 ноября 1975, Минеола, Нью-Йорк, США) — американский футболист, защитник.

## Карьера

### Молодёжная карьера
В 1994—1997 годах Котшау обучался в Университете Джорджа Мейсона и играл за университетскую футбольную команду. В 1996 году помог «Джордж Мейсон Пэтриотс» впервые пробиться в турнир Национальной ассоциации студенческого спорта. Сыграл за команду 84 матча, забил шесть мячей и отдал девять результативных передач.

### Клубная карьера
31 января 1998 года на Драфте колледжей MLS Котшау был выбран под общим вторым номером новообразованным клубом «Чикаго Файр». 21 марта 1998 года в дебютном матче «Чикаго Файр», в котором был обыгран другой новичок, «Майами Фьюжн», со счётом 2:0, забил второй гол. Матч за Кубок MLS 1998 пропустил, но помог клубу оформить «золотой дубль» в своём дебютном году, сыграв в финале Открытого кубка США против «Коламбус Крю», выигранном в овертайме со счётом 2:1.
2 августа 1999 года Ритчи Котшау и Мэнни Лагос были обменяны в «Тампа-Бэй Мьютини» на Сэма Джорджа, Пола Доуэрти и условный драфт-пик. За «Тампа-Бэй» он дебютировал 8 августа 1999 года в матче против «Ди Си Юнайтед». 18 августа 1999 года в матче против «Нью-Инглэнд Революшн» забил свой первый гол за «Мьютини», принеся клубу победу с минимальным счётом. В сезоне 2000 стал одним из только семи игроков в MLS, сыгравших во всех 32-х матчах регулярного чемпионата.
28 июня 2001 года Карлос Вальдеррама, Скотт Гарлик и Ритчи Котшау были обменяны в «Колорадо Рэпидз» на Эйдина Брауна, Скотта Вермиллиона и пик первого раунда Супердрафта 2002. За «Рэпидз» он дебютировал 30 июня 2001 года в матче против «Ди Си Юнайтед». Свой первый гол за «Колорадо» забил 12 июля 2003 года в матче против «Сан-Хосе Эртквейкс».
29 ноября 2005 года Котшау был обменян в «Коламбус Крю» на Корнелла Глена. За «Крю» дебютировал 1 апреля 2006 года в матче стартового тура сезона против «Канзас-Сити Уизардс». 3 июня 2006 года в матче против «Ди Си Юнайтед» забил свой первый гол за «Коламбус». В предпоследнем матче сезона 2006 сломал ногу.
ФК «Торонто» выбрал Котшау на Драфте расширения MLS, состоявшемся 17 ноября 2006 года, но подписывать игрока канадский клуб не стал.
Так как он ещё состоял на контракте с MLS, в 2007 году сыграл в трёх матчах Лиги резерва MLS — за резервистов «Коламбус Крю», «Реал Солт-Лейк» и «Чикаго Файр».
30 мая 2007 года Котшау присоединился к «Реал Солт-Лейк». В дебютном матче за РСЛ, 2 июня 2007 года против «Нью-Инглэнд Революшн», был удалён с поля менее чем через минуту после выхода на замену, получив прямую красную карточку за грубый фол на Брайане Берне. 3 марта 2008 года «Реал Солт-Лейк» отчислил Котшау.
В 2008 году он сыграл один матч за резервистов «Хьюстон Динамо».

### Международная карьера
Привлекался в сборную США до 18 лет. В 1993—1994 годах был капитаном сборной США до 20 лет. Значился в предварительной заявке сборной США до 23 лет на Олимпийские игры 1996. В составе студенческой сборной США завоевал бронзовую медаль на Всемирных университетских играх 1997 в Италии.
В основную сборную США Котшау был впервые вызван на, состоявшийся 6 февраля 1999 года, товарищеский матч со сборной Германии. 23 декабря 2003 года получил вызов в тренировочный лагерь американской сборной, завершившийся 18 января 2004 года товарищеским матчем со сборной Дании, в котором вновь не был задействован, оставшись на скамейке запасных. Дебютировал за сборную США 9 марта 2005 года в товарищеском матче со сборной Колумбии.

## Достижения
Командные
 «Чикаго Файр»
- Чемпион MLS (обладатель Кубка MLS): 1998
- Обладатель Открытого кубка США: 1998

## Статистика
| Выступление      | Выступление      | Выступление      | Лига | Лига | Плей-офф | Плей-офф | Кубок | Кубок | Итого | Итого |
| Клуб             | Лига             | Сезон            | Игры | Голы | Игры     | Голы     | Игры  | Голы  | Игры  | Голы  |
| ---------------- | ---------------- | ---------------- | ---- | ---- | -------- | -------- | ----- | ----- | ----- | ----- |
| Чикаго Файр      | MLS              | 1998             | 24   | 4    | 0        | 0        | 2     | 0     | 26    | 4     |
| Чикаго Файр      | MLS              | 1999             | 4    | 0    | —        | —        | 1     | 0     | 5     | 0     |
| Чикаго Файр      | Итого            | Итого            | 28   | 4    | 0        | 0        | 3     | 0     | 31    | 4     |
| Тампа-Бэй Раудис | MLS              | 1999             | 11   | 3    | 2        | 0        | 0     | 0     | 13    | 3     |
| Тампа-Бэй Раудис | MLS              | 2000             | 32   | 1    | 2        | 0        | 0     | 0     | 34    | 1     |
| Тампа-Бэй Раудис | MLS              | 2001             | 11   | 0    | —        | —        | 0     | 0     | 11    | 0     |
| Тампа-Бэй Раудис | Итого            | Итого            | 54   | 4    | 4        | 0        | 0     | 0     | 58    | 4     |
| Колорадо Рэпидз  | MLS              | 2001             | 11   | 0    | —        | —        | —     | —     | 11    | 0     |
| Колорадо Рэпидз  | MLS              | 2002             | 23   | 0    | 4        | 0        | 2     | 0     | 29    | 0     |
| Колорадо Рэпидз  | MLS              | 2003             | 26   | 1    | 2        | 0        | 2     | 0     | 30    | 1     |
| Колорадо Рэпидз  | MLS              | 2004             | 28   | 0    | 2        | 0        | 1     | 0     | 31    | 0     |
| Колорадо Рэпидз  | MLS              | 2005             | 28   | 0    | 2        | 1        | 1     | 0     | 31    | 1     |
| Колорадо Рэпидз  | Итого            | Итого            | 116  | 1    | 10       | 1        | 6     | 0     | 132   | 2     |
| Коламбус Крю     | MLS              | 2006             | 26   | 1    | —        | —        | 2     | 0     | 28    | 1     |
| Коламбус Крю     | Итого            | Итого            | 26   | 1    | —        | —        | 2     | 0     | 28    | 1     |
| Реал Солт-Лейк   | MLS              | 2007             | 20   | 0    | —        | —        | —     | —     | 20    | 0     |
| Реал Солт-Лейк   | Итого            | Итого            | 20   | 0    | —        | —        | —     | —     | 20    | 0     |
| Всего за карьеру | Всего за карьеру | Всего за карьеру | 244  | 10   | 14       | 1        | 11    | 0     | 269   | 11    |

Источники: Transfermarkt, worldfootball.net, SoccerStats.us.